# Marco Lingua
Marco Lingua (* 4. Juni 1978 in Chivasso) ist ein italienischer Leichtathlet, der sich auf den Hammerwurf spezialisiert hat.

## Sportliche Laufbahn
Erste internationale Erfahrungen sammelte Marco Lingua im Jahr 1997, als er bei den Junioreneuropameisterschaften in Ljubljana mit einer Weite von 64,64 m den siebten Platz belegte. 1999 schied er bei den U23-Europameisterschaften in Göteborg mit 66,62 m in der Qualifikationsrunde aus und 2003 gelangte er bei den Militärweltspielen in Catania mit 66,75 m auf Rang sieben. 2005 belegte er bei den Mittelmeerspielen in Almería mit 72,60 m auf den sechsten Platz und im Jahr darauf wurde er bei den Europameisterschaften in Göteborg mit 73,73 m Zehnter. 2008 warf er knapp an die 80-Meter-Marke heran und qualifizierte sich damit für die Teilnahme an den Olympischen Sommerspielen in Peking, brachte dort aber in der Vorrunde keinen gültigen Versuch zustande. Anschließend gelangte er beim IAAF World Athletics Final in Stuttgart mit 73,59 m auf Rang sechs. 2009 gewann er bei den Militär-Weltmeisterschaften in Sofia mit 78,80 m die Silbermedaille hinter dem Belarussen Pawel Krywizki und anschließend brachte er bei den Mittelmeerspielen in Pescara keinen gültigen Versuch zustande. 2012 verpasste er bei den Europameisterschaften in Helsinki mit 71,07 m den Finaleinzug und auch bei den Weltmeisterschaften 2015 in Peking schied er mit 72,85 m in der Qualifikationsrunde aus. Im Jahr darauf landete er bei den Europameisterschaften in Amsterdam mit 70,00 m auf dem elften Platz und nahm dann erneut an den Olympischen Sommerspielen in Rio de Janeiro teil und schied dort ohne eine Weite in der Vorrunde aus. 2017 erreichte er bei den Weltmeisterschaften in London das Finale und klassierte sich dort mit 75,13 m auf dem zehnten Platz. Im Jahr darauf schied er bei den Europameisterschaften in Berlin mit 73,07 m in der Qualifikationsrunde aus und 2020 siegte er beim erstmals ausgetragenen Kip Keino Classic mit einer Weite von 70,20 m. 2022 startete er erneut bei den Mittelmeerspielen in Oran und belegte dort mit 70,70 m den sechsten Platz.
In den Jahren 2008 und von 2016 bis 2021 wurde Lingua italienischer Meister im Hammerwurf.